# Pęk prostych

Niektóre z prostych pęku o środku A

Pęk prostych – zbiór wszystkich prostych spełniających jeden z dwóch warunków:
- przechodzących przez ustalony punkt[1], zwany środkiem pęku lub wierzchołkiem pęku[1];
- równoległych do ustalonej prostej (przechodzących przez punkt nieskończoności). W tym drugim przypadku mówi się o niewłaściwym pęku prostych albo o kierunku.

Każde dwie proste na jednej płaszczyźnie są współpękowe; gdy są równoległe, to mówimy, że są współpękowe w sposób niewłaściwy. Rozważa się też pęki bardziej ogólnych krzywych stożkowych, zdefiniowane analitycznie.

## Opis analityczny
Równanie pęku prostych na płaszczyźnie, o środku wyznaczonym przez nierównoległe proste, zapisujemy w postaci:
{\displaystyle t_{1}(A_{1}x+B_{1}y+C_{1})+t_{2}(A_{2}x+B_{2}y+C_{2})=0,}
gdzie {\displaystyle t_{1},t_{2}\in \mathbb {R} } spełniają warunek {\displaystyle t_{1}^{2}+t_{2}^{2}>0.}
Każda prosta przechodząca przez środek pęku da się przedstawić powyższym równaniem (mówimy, że jest współpękowa z wszystkimi prostymi przechodzącymi przez ten punkt) i, na odwrót, każde równanie powyższej postaci przedstawia pewną prostą należącą do pęku.
Jeżeli proste {\displaystyle p_{1},p_{2},p_{3}} mają odpowiednio równania:
{\displaystyle p_{1}\ :\ A_{1}x+B_{1}y+C_{1}=0,}
{\displaystyle p_{2}\ :\ A_{2}x+B_{2}y+C_{2}=0,}
{\displaystyle p_{3}\ :\ A_{3}x+B_{3}y+C_{3}=0,}
to są one współpękowe (należą do jednego pęku) wtedy i tylko wtedy, gdy istnieją trzy różne od zera liczby {\displaystyle l_{1},l_{2},l_{3}} takie, że spełnione jest równanie:
{\displaystyle l_{1}(A_{1}x+B_{1}y+C_{1})+l_{2}(A_{2}x+B_{2}y+C_{2})+l_{3}(A_{3}x+B_{3}y+C_{3})=0}
lub równoważnie
{\displaystyle {\begin{vmatrix}A_{1}&B_{1}&C_{1}\\A_{2}&B_{2}&C_{2}\\A_{3}&B_{3}&C_{3}\end{vmatrix}}=0.}